# Новиково (Алтайский край)
Новиково — село в Бийском районе Алтайского края России. Административный центр Новиковского сельсовета.

## История
Было основано в 1806 году. В 1928 году в нём функционировали районный исполнительный комитет, две школы, библиотека, лавка общества потребителей, почтовое отделение. Имелось 689 хозяйств, проживало 3287 человек. В административном отношении являлось центром Новиковского района Бийского округа Сибирского края.

## География
Находится в восточной части Алтайского края, на правом берегу реки Бии, на расстоянии 41 километра по прямой к востоку-северо-востоку от города Бийска. Абсолютная высота 203 метра над уровнем моря.
Климат
Климат умеренный, континентальный. Самый холодный месяц: январь (до −54 °C), самый тёплый: июль (до +39 °C). Годовое количество осадков составляет 450—500 мм.

## Население
| 1997  | 1998  | 1999  | 2000  | 2001  | 2002  | 2003  |
| ----- | ----- | ----- | ----- | ----- | ----- | ----- |
| 1393  | ↗1463 | ↗1519 | ↗1538 | ↘1519 | ↘1450 | ↗1479 |
| 2004  | 2005  | 2006  | 2007  | 2008  | 2009  | 2010  |
| ↘1459 | ↗1480 | ↘1467 | ↘1463 | ↘1454 | ↘1443 | ↘1215 |
| 2011  | 2012  | 2013  |       |       |       |       |
| ↗1232 | ↘1215 | ↘1157 |       |       |       |       |

Согласно результатам переписи 2002 года, в национальной структуре населения русские составляли 92 %.

## Инфраструктура
Функционируют средняя общеобразовательная школа, детский сад, дом культуры, библиотека, врачебная амбулатория (филиал Бийской центральной районной больницы) и отделение «Почты России».

## Улицы
Уличная сеть состоит из 12 улиц и 10 переулков.